# یواس‌اس کالاو (ای‌ایکس-۲۰۵)
یواس‌اس کالاو (ای‌ایکس-۲۰۵) (به انگلیسی: USS Callao (IX-205)) یک کشتی بود که طول آن ۱۸۳ فوت (۵۶ متر) بود. این کشتی در سال ۱۹۴۴ ساخته شد.